# Power Hits Estate 2017
Power Hits Estate 2017 è una compilation, pubblicata l'8 settembre 2017 dalla casa discografica Sony Music e contenente 40 brani presentati durante la serata del 19 settembre del programma omonimo.

## Tracce

### CD 1
1. J-Ax e Fedez feat. T-Pain – Senza pagare
2. Takagi & Ketra feat. Lorenzo Fragola e Arisa – L'esercito del selfie
3. The Kolors – Crazy
4. Fabio Rovazzi feat. Gianni Morandi – Volare
5. Fabri Fibra feat. Thegiornalisti – Pamplona
6. Francesco Gabbani – Tra le granite E le granate
7. Thegiornalisti – Riccione
8. Giusy Ferreri – Partiti adesso
9. The Chainsmokers e Coldplay – Something Just like This
10. Giorgia – Credo
11. Baby K feat. Andrés Dvicio – Voglio ballare con te
12. Fiorella Mannoia – Siamo ancora qui
13. Luis Fonsi e Daddy Yankee – Despacito
14. Morat e Álvaro Soler – Yo contigo, tú conmigo (The Gong Gong Song)
15. Tiziano Ferro – Lento/Veloce
16. Gigi D'Alessio – Benvenuto amore
17. Benji & Fede feat. Annalisa – Tutto per una ragione
18. Gué Pequeno – Milionario
19. Imagine Dragons – Thunder
20. Nek feat. J-Ax – Freud

### CD 2
1. Ligabue – Ho fatto in tempo ad avere un futuro (che non fosse soltanto per me)
2. Vasco Rossi – Come nelle favole
3. LP – Strange
4. Modà – Forse non lo sai
5. Samuel – La statua della mia libertà
6. Ermal Meta – Ragazza paradiso
7. Francesco Renga – Nuova luce
8. Sean Paul feat. Dua Lipa – No Lie
9. Vitalic – Tú conmigo
10. Kadebostany – Mind If I Stay
11. Alex Britti – Stringimi forte amore
12. Levante feat. Max Gazzè – Pezzo di me
13. Marco Mengoni – Onde
14. Bianca Atzei – Abbracciami perdonami gli sbagli
15. Ofenbach – Be Mine
16. Paola Turci – La vita che ho deciso
17. Francesca Michielin – Vulcano
18. Riki – Polaroid
19. Nina Zilli – Mi hai fatto fare tardi
20. Max Pezzali – Le canzoni alla radio